# Jamsetji Tata
Jamsetji (Jamshedji) Nusserwanji Tata (ur. 3 marca 1839 w Navsari, zm. 19 maja 1904 w Bad Nauheim) – indyjski potentat odzieżowy i filantrop. Założył koncern Tata Group, funkcjonujący obecnie w 80 krajach. Nadano mu przydomek ojca przemysłu indyjskiego.

## Działalność gospodarcza
Ukończył Elphinstone College w Bombaju. Z początku dołączył do firmy ojca Nusserwanji Tata i rozwijał jej oddziały w Chinach, Japonii, Stanach Zjednoczonych i Europie. W 1858 r. założył przedsiębiorstwo handlowe z kapitałem założycielskim 21 tys. rupii, które przekształciło się w Tata Group. W latach 70. XIX w. skupił się na przetwórstwie bawełny, budując przędzalnie; W 1874 założył nowe przedsiębiorstwo Central India Spinning z kapitałem założycielskim 150 tys. rupii. W 1898 r. rozpoczął budowę nowego luksusowego hotelu w Bombaju, kosztem 40 mln rupii. Był to pierwszy budynek w mieście oświetlony światłem elektrycznym. Pod koniec życia działał w przemyśle metalurgicznym. W 1901 r. zajął się produkcją stali. Pracował również nad utworzeniem elektrowni wodnej, jednak prace te przerwała śmierć.

## Działalność charytatywna
Oprócz działalności przemysłowej, Jamsetji Tata zajmował się działalnością charytatywną. Był przekonany, że odrodzenie narodowe jest możliwe tylko przez industrializację, szkolnictwo wyższe i badania naukowe. Ofiarował część swojego dobytku (14 budynków i 4 posiadłości ziemskie w Bombaju) w celu stworzenia instytutu naukowego w Bengaluru, który otworzono w 1911 r.. Dziś jest to najlepsza uczelnia w Indiach. W 1892 r. powołał JN Tata Endowment, fundusz dla zdolnej młodzieży niezależnie od jej pochodzenia społecznego, dzięki któremu mogli kształcić się w Wielkiej Brytanii.
W 1900 r. pojechał do Niemiec, gdzie poważnie zapadł na zdrowiu. Zmarł w Bad Nauheim w 1904 r. Pochowany został na Brookwood Cemetery w hrabstwie Surrey, w Anglii.